# Olli-Matti Multamäki
Olli-Matti Multamäki, finski general, * 18. april 1948, Iitti, † 7. januar 2007, Helsinki.
Generalporočnik Multamäki je bil načelnik Generalštaba Finske kopenske vojske med 1. avgustom 2004 in 1. januarjem 2007.
1. 1 2 3 4  Helsingin Sanomat — Helsinki: Sanoma Media Finland, 2007. — ISSN 0355-2047; 1239-257X; 1798-1557
2. 1 2 3  https://web.archive.org/web/20070113104610/http://www.mil.fi/paaesikunta/tiedotteet/2679.dsp